# Canal de Caen à la mer
Le canal de Caen à la mer est une voie d'eau reliant le port de Caen au port de Ouistreham sur la Manche dans le département du Calvados.

## Situation géographique
Le canal débute au bassin Saint-Pierre à Caen. Il traverse ensuite le territoire des communes de Mondeville, Hérouville-Saint-Clair, Colombelles, Ranville, Blainville-sur-Orne, Bénouville, Amfreville et Ouistreham où il se jette dans la Manche au cœur de la Baie de Seine.

## Propriété et concessions d'exploitation
Depuis le 1er janvier 1984 et dans le cadre de l'acte I de la décentralisation, le canal relevait de la compétence du département du Calvados, à l'exception des installations portuaires de Ouistreham qui restaient de la compétence de l'État. 
Partie constitutive d'un ancien port d'État (port d'intérêt national), le canal a changé de propriétaire en 2007 à la suite de la promulgation des lois de décentralisation de 2004. Il a été placé dans un premier temps sous la tutelle du syndicat mixte « Ports normands associés » créé alors pour la gestion du domaine public maritime de Caen et de Cherbourg et qui regroupait la Région de Normandie, le Conseil départemental du Calvados et le Conseil départemental de la Manche.
Depuis le 7 janvier 2019, sa propriété a été transférée au syndicat mixte Ports de Normandie qui est désormais l'autorité portuaire des ports de Caen-Ouistreham, Cherbourg et Dieppe.
La Chambre de commerce et d'industrie Caen Normandie a conservé les concessions d'exploitation « pêche » et « commerce » du port (dont son canal) qu'elle avait obtenues en 1995 et qui ont été renouvelées jusqu'en 2045. En revanche la concession « plaisance-nautisme » a été déléguée depuis le 1er janvier 2024 à la société publique locale (SPL) « Nautisme Caen Ouistreham ».

## Histoire
Un port est attesté sur le petit bras de l'Orne, appelé Noë, depuis le XIe siècle. Robert Courteheuse, fils aîné de Guillaume le Conquérant, donne au port son premier bassin en agrandissant le lit de l'Odon dans les prairies de Saint-Gilles, à l'emplacement de l'actuel bassin Saint-Pierre ainsi que ses premiers quais. La navigation sur l'Orne n'est cependant pas aisée, avec son embouchure ensablée, son cours paresseux soumis aux marées et son lit sinueux traversant des zones marécageuses.

### Les premières tentatives pour améliorer le cours de l'Orne
Mais à partir du XVIe siècle et XVIIe siècle, l'Orne, marquée par de nombreux méandres, s'envase peu à peu, ce qui rend la navigation de plus en plus difficile. Les notables et commerçants de Caen font part au roi de leurs inquiétudes et un premier aménagement du fleuve a lieu sous François Ier en 1531 : le méandre situé au droit du hameau de Longueval est coupé et un canal construit, qui écourte le trajet de navigation. Ce premier redressement a par ailleurs pour effet bénéfique de réduire les inondations fréquentes résultant des débordements de l'Orne. Un siècle plus tard, Colbert envoie Vauban en mission pour inspecter les côtes de France. L'ingénieur se rend à Caen et à Colleville. Face à cette rade, il projette d'y construire un port d'asile, de faire s'y jeter l'Orne et de redresser le cours du fleuve entre Caen et les carrières de Ranville. Colbert autorise le redressement du lit du fleuve entre Ranville et Clopée par lettres patentes du 6 mai 1679 mais sa mort, survenue en 1683, met fin au projet de Vauban.
En 1731 puis en 1740, les notables de Caen tentent en vain de relancer le projet. En 1748, le gouvernement confie cependant à Henri Louis Duhamel du Monceau une étude du cours de l'Orne qui confirme l'intérêt de la proposition de Vauban. De leur côté, les habitants de Caen tentent de prouver les avantages qui justifieraient la dépense jugée exorbitante en chargeant un ingénieur géographe du roi, Jean Bourroul, de réunir tous les renseignements utiles à leur requête. Son travail est soumis au lieutenant général des armées du roi. Deux ans plus tard, pour emporter l'adhésion du gouvernement, un groupe de notables et de marchands se constitue en Compagnie mais sa proposition ne connaît pas de suite. Les rapports et les requêtes pressantes se multiplient en vain. Une pétition recueillant 94 signatures est même envoyée en décembre 1762. En 1765, un ingénieur nommé Lefèvre fait une synthèse des différentes solutions avancées par ses prédécesseurs et propose trois aménagements : une nouvelle embouchure de l'Orne dans la baie de Colleville, un redressement complet du fleuve et des aménagements portuaires. Le projet reçoit le consentement de l'intendant du roi, Charles d'Esmangart, qui obtient des fonds du roi Louis XVI. Un nouveau redressement de l'Orne est mené à bien entre Clopée et Caen et à partir de 1774, deux bataillons d'infanterie sont chargés de corriger le cours du fleuve entre Colombelles et Ranville. Mais il reste tributaire des marées. Durant la seconde moitié du XVIIIe siècle, les riverains s'emploient de leur côté à fixer le cours de l'Orne entre le port de Caen et le bac de Colombelles en édifiant des digues et en plantant des pieux. Des travaux de même nature sont entrepris à l'embouchure du fleuve. Malgré ces efforts, la situation de la navigation reste précaire. En 1786 commence la construction des murs des quais dans le bassin Saint-Pierre mais la Révolution arrête ces travaux.

### La genèse du projet de canal
En 1797, l'ingénieur en chef Joseph Cachin  propose de creuser un canal de navigation parallèle à l'Orne entre Caen et Colleville : ce canal partirait du canal Saint-Pierre à Caen, qui serait alors transformé en bassin à flot. Devant le coût financier des travaux jugé exorbitant, le projet est mis en sommeil mais non abandonné. Pourtant l'on sait que l'Assemblée nationale, en la personne du député caennais Gabriel Moisson de Vaux, durant son court mandat, avait mis tout son poids dans cette relance.
Le 15 mai 1811, Napoléon Ier, convaincu de l'avenir portuaire du site, promulgue un décret pour la réalisation du canal et en février 1813 une somme de 700 000 francs est attribuée au projet repris par l'ingénieur des Ponts et Chaussées Pattu qui préconise un canal latéral partant d'un bassin dans les jardins de Courtonne et débouchant par une écluse à sas à l'intérieur de la pointe du Siège. Mais le décret ne sera pas appliqué, faute de moyens financiers et la chute de l'Empire aidant. Vers 1830, le port de Caen ne répond plus aux besoins du commerce maritime : le nombre de navires fréquentant le port chute de 751 en 1834 à 572 en 1835. Les avaries se multiplient et les navires, pris dans les vases, sont forcés de se faire apporter leur cargaison par des allèges. Le fret pour Caen est de ce fait 25 % plus cher que celui de Cherbourg, du Havre ou de Honfleur. En mars 1836, la Ville de Caen délibère pour une contribution financière au projet de construction d'un canal latéral au fleuve préconisé par Napoléon Ier. Sous la pression conjuguée des armateurs, des négociants et de la population, le projet définitif est élaboré par l'ingénieur Eustache qui en présente le programme le 5 août 1836 : « le canal maritime doit partir du milieu du canal Saint-Pierre, longer les pieds des coteaux de la rive gauche de l'Orne et déboucher à la mer au travers des dunes  de Oyestreham par l'intermédiaire d'une écluse à sas munie d'appareils de chasses, d'un avant-port et de jetées à claire voie prolongées jusqu'à la laisse de basse mer ».
Huit jours plus tard, le conseil municipal de Caen vote en faveur d'une contribution de la Ville à hauteur de 700 000 francs sur les 4 700 000 francs estimés pour la réalisation du projet. Le conseil général du Calvados vote quant à lui en septembre une aide de 240 000 francs. Le projet est accepté et voté par la loi du 19 juillet 1837 qui affecte une somme de trois millions de francs à sa mise en œuvre. En 1845, une somme complémentaire de 4 960 000 francs est allouée pour financer l'intégralité des travaux. Le coût réel du creusement du canal sera chiffré à son achèvement, en 1860, à 9 040 000 francs.

### Le creusement du canal
L'administration des ponts et chaussées confie l'établissement des plans du canal à l'ingénieur Tostain. La construction ne se fait pas selon un plan d'ensemble d'amont en aval mais par tronçons dont l'exécution est attribuée à des entrepreneurs adjudicataires, l'administration coordonnant les travaux. Après une enquête préliminaire menée en 1837, le canal est creusé à partir de 1838 par des ouvriers terrassiers locaux qui utilisent des dragues et des machines d'épuisement mais très souvent à la force des bras, avec le pic et la pelle, à raison de 2 francs 25 centimes par jour pour un terrassier et de 2 francs pour un manœuvre.
Les travaux de creusement du nouveau lit de l'Orne sur les communes de Ranville et d'Amfreville sont lancés dès 1838 mais le tronçon ne sera ouvert à la navigation qu'en mars 1856. Le percement de la dune et la construction de l'écluse de Ouistreham commencent en 1853 et l'ensemble de l'avant-port avec son chenal élargi est terminé en 1857. Les deux jetées en charpente, achevées dès 1841, seront prolongées par des estacades en 1859. Les travaux de consolidation des murs du canal Saint-Pierre, qui avaient connu un début d'exécution sous Louis XVI, démarrent en 1839 et ceux de l'aménagement proprement dit du bassin en 1844, son inauguration ayant lieu quatre ans plus tard. En  cette même année 1848, lors de la troisième révolution française, les ouvriers abandonnent les chantiers, entrainant la faillite de plusieurs entrepreneurs. Les tronçons dont ils avaient la charge sont alors mis en régie par les Ponts et Chaussées. Faute de bras suffisants, les travaux sont ralentis et il est envisagé d'arrêter le canal à Bénouville, face à l'église, où il devait emprunter le lit de l'Orne. Mais les travaux reprennent sous Napoléon III. La nouvelle voie d'eau est ouverte officiellement le 1er juillet 1857. Le succès du canal est immédiat : entre le 20 juin et le 31 juillet, 162 bateaux représentant 13 477 tonneaux entrent dans le port de Caen.
| tronçon                                                               | longueur | début des travaux | fin des travaux |
| --------------------------------------------------------------------- | -------- | ----------------- | --------------- |
| de l'écluse de la Fonderie à Caen à la chaussée du bac de Colombelles | 3 509 m  | 1849              | 1852            |
| du bac de Colombelles au grand Dan                                    | 2 900 m  | 1846              | 1854            |
| du grand Dan à la chaussée de Bénouville                              | 2 875 m  | 1846              | 1850            |
| de Bénouville au Maresquier                                           | 2 658 m  | 1838              | 1856            |
| du Maresquier à l'avant-port de Ouistreham                            | 2 050 m  | 1847              | 1856            |

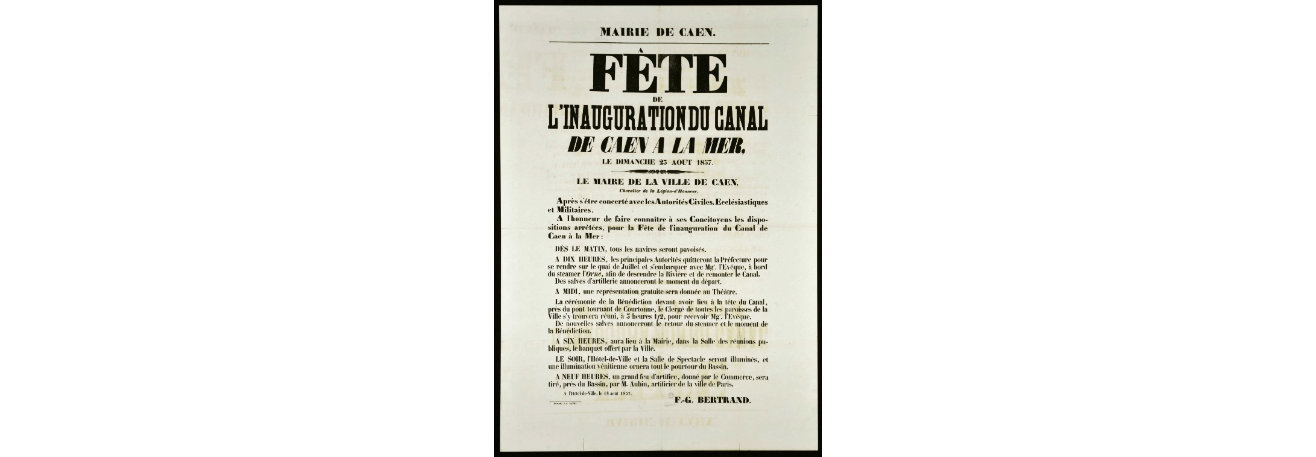
Affiche de l'inauguration du canal (août 1857).

La cérémonie d'inauguration est célébrée le 23 août 1857, en présence des autorités civiles et militaires. L'achèvement complet du canal n'intervient cependant qu'en mars 1860. Les travaux auront duré 23 années et mobilisé jusqu'à 600 ouvriers. L'Orne reste cependant utilisée pour la navigation à vapeur jusqu'en 1910.
À son achèvement, le canal comporte quatre ponts tournants métalliques (construits à partir de 1852 aux chaussées de Calix, Colombelles, Blainville et Bénouville), quinze aqueducs établis sous ses digues et deux réservoirs que sont les anciens lits de l'Orne aménagés à cet effet au lieu dit de Tournebourse (près de Clopée) et à Bénouville. Par décret impérial du 8 mai 1860, le tirant d'eau du canal est porté de 4 m à 4,5 m.
Les effets du creusement du canal sur le trafic du port sont très positifs dès 1857 : le temps de trajet depuis la pointe du Siège jusqu'au port de Caen passe de six à huit jours à seulement six heures et le canal est praticable 360 jours par an même si la navigation de nuit est interdite. Le trafic en tonneaux augmente en moyenne de 15% entre 1858 et 1875 mais il subit la concurrence du port de Honfleur qui occupe la première place des ports du Calvados au milieu des années 1860. 

### Les aménagements apportés au canal depuis 1860

#### Seconde moitié duXIXesiècle
Le canal est approfondi par la suite en 1877, passant de 4,50 m à 5,22 m de tirant d'eau. Le port de Caen est agrandi en 1880. Le halage est supprimé en 1888 avec l'arrivée du premier remorqueur en fer propulsé par la vapeur : le Calvados. En 1899, pour permettre l'accès au port des navires de 1 400 tonneaux, le plan d'eau est de nouveau exhaussé de 0,50 m, entrainant la modification du barrage de l'Orne dont les aiguilles sont remplacées par des vannes Boulé.

#### De 1900 à 1960
Le 5 janvier 1903, une nouvelle écluse, mise en chantier en 1895, est ouverte à Ouistreham pour permettre à deux navires de tirant d'eau différent d'entrer au port sans avoir à attendre la marée suivante. La même année est construit en maçonnerie sur le terre-plein de la nouvelle écluse le phare actuel, qui remplace le phare construit en 1886 sous la forme d'une tour carrée, haute de 11 m, dont le feu blanc était alimenté par une lampe à pétrole. En 1912 s'achève la construction d'un nouveau barrage sur l'Orne qui permet de porter la hauteur d'eau dans le canal à 6,12 m. Le nouveau phare de Ouistreham est électrifié en 1914.
Par peur d'une attaque par les sous-marins allemands, le port de Ouistreham est protégé et surveillé pendant la Première Guerre mondiale. Aucune détérioration du canal ou des installations portuaires n'est à déplorer pendant le conflit. La Normandie est loin du front et bien que situé à proximité de la Grande-Bretagne, le port de Caen-Ouistreham ne joue pas un rôle dans l'effort de guerre comme le font les ports du Havre et de Rouen. En 1916 intervient la première extension du bassin Saint-Pierre dont les quais sont prolongés vers Calix. Des ports privés se construisent en bordure du canal. Ainsi, en 1917, est édifié un complexe de construction navale à Blainville-sur-Orne dans le cadre du programme de remplacement des navires marchands coulés et la commande d'Etat d'une cinquantaine de cargos standards. La société des Chantiers navals français s'y établit avec ses 16 cales de lancement réparties en éventail autour d'un bassin débouchant dans le canal par un chenal. Toujours en 1917, des travaux d'élargissement et d'approfondissement du canal sont décidés, qui commencent dans le courant de l'année 1918. 
Pendant l'entre-deux-guerres,  le canal connaît son apogée : l'accroissement du trafic s'accompagne d'un rééquilibrage au profit des exportations avec le minerai de fer de la SMN. De la 10e place nationale qu'il occupe en 1920, le port passe, cinq ans plus tard, à la 7e place devant le port de Saint-Nazaire. En 1922, est achevé le creusement d'un Nouveau Bassin sur la rive droite du canal, qui sera consacré au charbon nécessaire au fonctionnement des hauts-fourneaux de Colombelles et Mondeville. Parallèlement, des travaux d'élargissement du canal ont été menés en rognant sur sa rive droite non urbanisée. Les différents secteurs du port le long du canal se spécialisent (charbon, minerai, bois du Nord). L'éclairage des ponts sur le canal est amélioré en 1930 et des canons d'amarrage sont installés car le croisement des navires n'est toujours pas autorisé. En 1931-32, le pont tournant de Bénouville est remplacé par un pont basculant à contrepoids et en 1938, le pont de la Fonderie est reconstruit en pont à volée unique. De cette époque florissante date aussi la construction dans l'avant-port de Ouistreham d'un appontement destiné aux bateaux de pêche et aux yachts.
Le 17 juin 1940, la Marine de guerre coule deux bâtiments devant les écluses de Ouistreham afin d'empêcher la navigation sur le canal. Caen est occupée le lendemain par les Allemands et le trafic du port s'arrête.
Pendant l'Occupation, les dragueurs légers de la Kriegsmarine s'abritent le long du canal et dans le bassin Saint-Pierre. Les Allemands pillent du matériel de manutention  et s'emparent en 1942 des palplanches métalliques du quai construit en 1937 dans l'ancien port privé de la Société métallurgique de Normandie. À la fin de la guerre, des dizaines d'épaves gisent dans le cours du canal et d'importants travaux de renflouage sont menés sur plusieurs années. Les ferrailles extraites par les scaphandriers sont chargées sur des barges qui les remontent par le canal jusqu'au bassin Saint-Pierre. De nombreux ouvrages d'art sont détruits comme les ponts de la Fonderie, de Colombelles et d'Ouistreham ou sinistrés comme les ponts de Calix et de Blainville. Après juillet 1944, le canal n'est plus navigable, le barrage situé entre les cours Montalivet et Caffarelli, qui alimentait le canal en eau, ayant été détruit. L'écluse de Ouistreham étant restée intacte, l'eau manquante de l'Orne est remplacée par celle de la mer au moment du flot. Parallèlement, et afin d'éviter que l'eau du canal ne se déverse dans le fleuve, les Britanniques obstruent l'écluse de l'Orne par un batardeau. Ainsi, dans l'attente de la reconstruction des ouvrages d'art détruits, le canal a un tirant d'eau de 4,90 m en morte eau et de 6 m en vive eau. Les quais endommagés et les engins de levage sont rapidement réparés. Un comité anglo-français de coordination est créé en décembre 1944 pour traiter des urgences et assurer le trafic militaire du port qui sera remis aux autorités françaises le 12 mars 1945. Rendu en état de fonctionner par les Britanniques avant même la fin de la guerre, le port reste cependant très endommagé par les bombardements de la bataille de Caen. Sa réparation devient la mission des ingénieurs des Ponts et Chaussées et de la Chambre de commerce de Caen. Cette dernière émet le vœu, dans sa séance du 22 octobre 1945 que les quais soient équipés de grues modernes et la poursuite de la construction d'un quai aux aciers. Les premiers travaux consistent à rétablir les capacités d'accueil et l'activité d'avant-guerre. Dès 1946, le port de Caen est doté d'une vingtaine de grues électriques et d'une grue fixe de 25 tonnes. La même année, le pont de la Fonderie est reconstruit et remplacé par un pont Bailey. L'année suivante, le barrage de l'Orne est reconstruit par les Ponts et Chaussées. « Au début de l'année 1948, le port a effacé les principaux stigmates laissés par la guerre ». 
Le port se développe de nouveau en 1950. Décidé en 1939, le quai aux aciers dont le projet est adjugé en décembre 1949, est construit dans le bassin de la SMN et mis en service en juillet 1951. Cette année-là, l'usine exporte 187 600 tonnes de fer et de fonte. Le port de Caen retrouve alors le 8e rang national qu'il avait acquis en 1937. La création d'une zone industrielle est décidée en 1954 sur les territoires de Blainville et de Bénouville et elle est aménagée en 1959. Pour permettre l'accès du port aux cargos de plus en plus gros, des travaux de dragage du chenal sont entrepris, une nouvelle écluse est construite à Ouistreham et la côte du plan d'eau de canal est portée à 7,74 m : ces travaux commencent en 1958 et se terminent en 1964. Le trafic explose durant la décennie et les exportations l'emportent sur les importations à partir de 1954 avec le poids des exportations de minerai de fer qui ont repris après les années de guerre. Cette tendance s'inverse cependant à la fin des années 1950 lorsque le minerai normand souffre de la concurrence de certains minerais de fer africains plus riches en fer et que les importations de houille deviennent de plus en plus importantes. Les autorités tentent de diversifier l'exportation avec les productions agricoles : à côté du trafic traditionnel du cidre et du marc de pomme, le trafic de blé se développe et dans une moindre part celui de la farine. L'ensemble des trafics est assuré à 70 % par le pavillon français. La spécialisation des quais, introduite dans l'entre-deux-guerres, est poursuivie. Le bassin Saint-Pierre, de faible tirant d'eau, perd sa fonction commerciale : il sert cependant encore au transport de la ferraille, du sable et au commerce du bois, ce qui ne représente en 1953 que 0,3 % du trafic. La majeure partie du trafic transite dans le bassin d'Hérouville (56,9 % du trafic en 1953) et dans le Nouveau Bassin (36,8 % du trafic en 1953).

#### De 1960 à la fin duXXesiècle
Au début des années 1960, le modèle économique du port-canal chancelle avec l'affaissement de l'exportation du minerai de fer normand. Dans le contexte national de décentralisation industrielle et d'aménagement du territoire, l'organisation administrative des ports évolue. Près de Caen, le port du Havre devient autonome et les dirigeants caennais craignent une baisse des ressources financières dont ils bénéficiaient jusqu'alors de l'Etat. De nombreuses industries s'installent en Basse-Normandie et dans le Calvados mais elles n'utilisent pas le port et le canal. En 1962, le bassin de Calix est ouvert. Il comporte un terminal d'agro-alimentaire et de colis lourds. La même année, un premier bassin de plaisance est inauguré à Ouistreham. Une nouvelle écluse est mise en service en 1963.
Le pétrole commence à occuper une place importante dans les échanges maritimes. Son transport sur de longues distances se fait sur des navires dépassant 60 000 tonnes de port en lourd que le canal fluvial de Caen a des difficultés à accueillir. Le pétrole représente cependant un tiers des importations de Caen en 1965. La course à l'adaptation du canal devient dans la presse « l'escalade du canal ». Le chenal d'entrée est élargi de 40 à 60 mètres. La Ville de Caen s'interroge sur l'opportunité de nouveaux aménagements. Deux accidents de navire se produisent à leur entrée dans l'écluse nouvelle de Ouistreham dont l'un, en novembre 1968, provoque l'arrêt de l'activité du port pendant six semaines, entraînant la paralysie de la SMN qui réclame des indemnités aux assureurs du navire. Toutefois, le port offre de nouveaux services comme le remorquage sur le canal (depuis 1964), l'outillage en grues de 15 tonnes, l'éclairage de la rive droite du canal et des voies de chemin de fer rénovées pour les grues.
En 1970, un projet de création de deux postes à quai est proposé à la chambre de commerce et d'industrie dans la zone industrielle aménagée en 1959, l'un pour le bois, l'autre pour les céréales. Le silo est mis en service en octobre 1972, le poste aux bois exotiques l'année suivante. En 1972-1973, les écluses sont modernisées et le quai de Calix est doté d'un équipement Roll on- Roll off pour le déchargement et le chargement des navires. Le port, qui avait décliné depuis la fin des années 1960, connaît un nouvel essor avec les passerelles transmanche qui sont inaugurées en 1986 et 1992.
Au milieu des années 1990, le canal est utilisé par les plaisanciers, le bassin historique Saint-Pierre étant désormais dévolu aux activités de loisirs et constituant un port de plaisance au cœur de la ville, ainsi que par les navires de commerce se rendant au terminal de Blainville-sur-Orne, pour y charger ou y déposer principalement des céréales mais aussi du bois, des conteneurs, de la ferraille et des marchandises diverses.

#### Dans le premier quart duXXIesiècle
Selon les données publiées par Eurostat, et grâce aux 600 mètres de longueur des quais aménagés au début des années 1970 à Blainville, le port de Caen-Ouistreham se positionne comme 4e port français d'importation de bois exotique en 2006.

## Caractéristiques
Le canal mesure 14 km de long et traverse le territoire de neuf communes. Sur la commune de Bénouville, le canal longe le château.
Alimenté par l'Orne et par les eaux du grand et du petit Odon, le canal, qui ne subit pas les marées, a bénéficié de l'éclairage électrique dès 1911 afin d'en permettre la navigation de nuit.
Le canal suit la rive gauche de l'Orne. Il débute dans le bassin Saint-Pierre dans le port de Caen et tout au long de ses rives sont aménagés des quais. Il passe au nord de l'ancienne fonderie Sainte-Mathilde, suit les prairies et les jardins qui bordent la rue Basse de Caen, la rue des Sources, la rue des Carrières et la rue Verte d'Hérouville-Saint-Clair puis les coteaux de la rive gauche de l'Orne jusqu'à Bénouville. Au niveau de l'église de cette commune, le canal emprunte le lit de l'Orne qui a été creusé et régularisé de 1838 à 1850 avec des digues longitudinales en enrochements jusqu'au Maresquier. Le canal se dirige ensuite en ligne droite vers le chenal ouvert à la Pointe du Siège. Dans la portion comprise entre l'écluse de la Fonderie et l'ancien bac de Colombelles, le canal présente trois alignements raccordés entre eux par deux arcs de cercle. Le deuxième tronçon en comporte quant à lui deux. La troisième section présentait à l'origine une écluse à Bénouville, achevée en 1854-1855 mais qui fut définitivement détruite vers 1930, s'avérant de peu d'utilité. Le quatrième tronçon a été ouvert à travers les prairies de Ranville et d'Amfréville. Les déblais ont servi à construire une digue et des chemins de halage.
La profondeur actuelle (mouillage) est de 10 mètres et sa largeur peut atteindre 200 mètres dans le bassin de Calix.
Sur la rive ouest du canal de Caen à la mer, entre Bénouville et Ouistreham, ont été implantées les cuves du dépôt de carburants de la zone d'activité du Maresquier. Ces cuves sont alimentées par un oléoduc en provenance directe du port du Havre. Ces cuves fournissent du combustible à toute la Basse-Normandie.
L'ancienne ligne à voie étroite Caen-Dives/Luc des chemins de fer du Calvados longeait le canal jusqu'à Ouistreham entre 1891 et 1944. Le chemin de halage qui longe la rive gauche du canal a été transformé en GR 36. La voie verte de Caen à Ouistreham longe la totalité du canal.

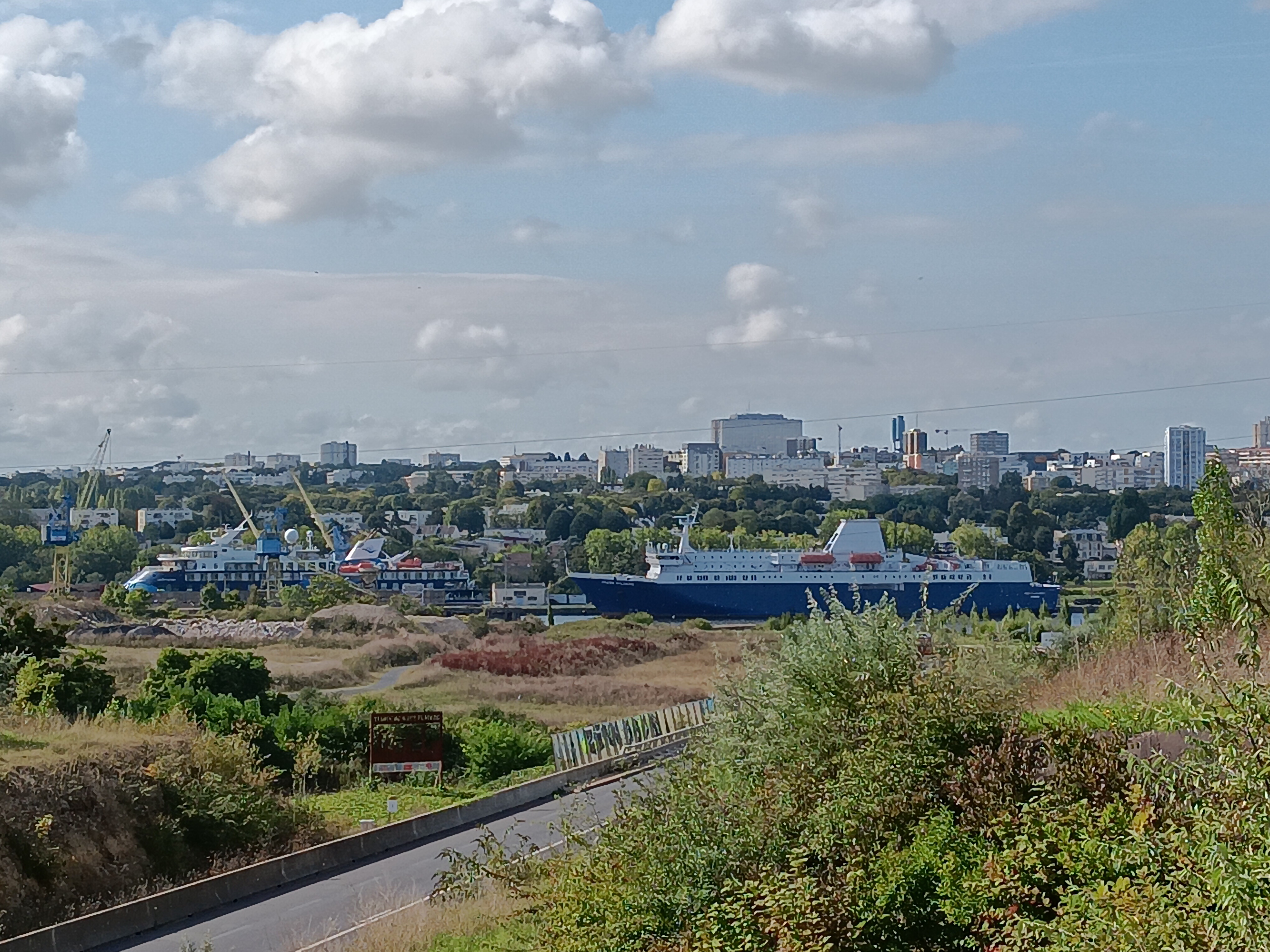
Le Bassin d'Hérouville avec ses navires de croisière depuis la passerelle de l'allée cavalière de Colombelles (septembre 2024).

Le canal est emprunté par des navires à passagers. Avant la Seconde Guerre mondiale, Caen était reliée au Havre par une desserte de navires à vapeur. Depuis la construction du barrage sur l'Orne en 1910, les navires ne pouvant plus accoster sur les quais de l'Orne, devaient passer par le canal. Depuis la seconde moitié du XXe siècle, seules des liaisons locales sont assurées. De 2005 à 2013, Le Boëdic, après avoir navigué en mer d'Iroise, puis dans le golfe du Morbihan, a assuré à la belle saison une navette pour les touristes sur le canal de Caen à la mer. L'activité a été reprise en 2019 par le bateau-promenade La Presqu'île. Six à sept escales de navires de croisière sont également assurées annuellement à Caen en passant par le canal.

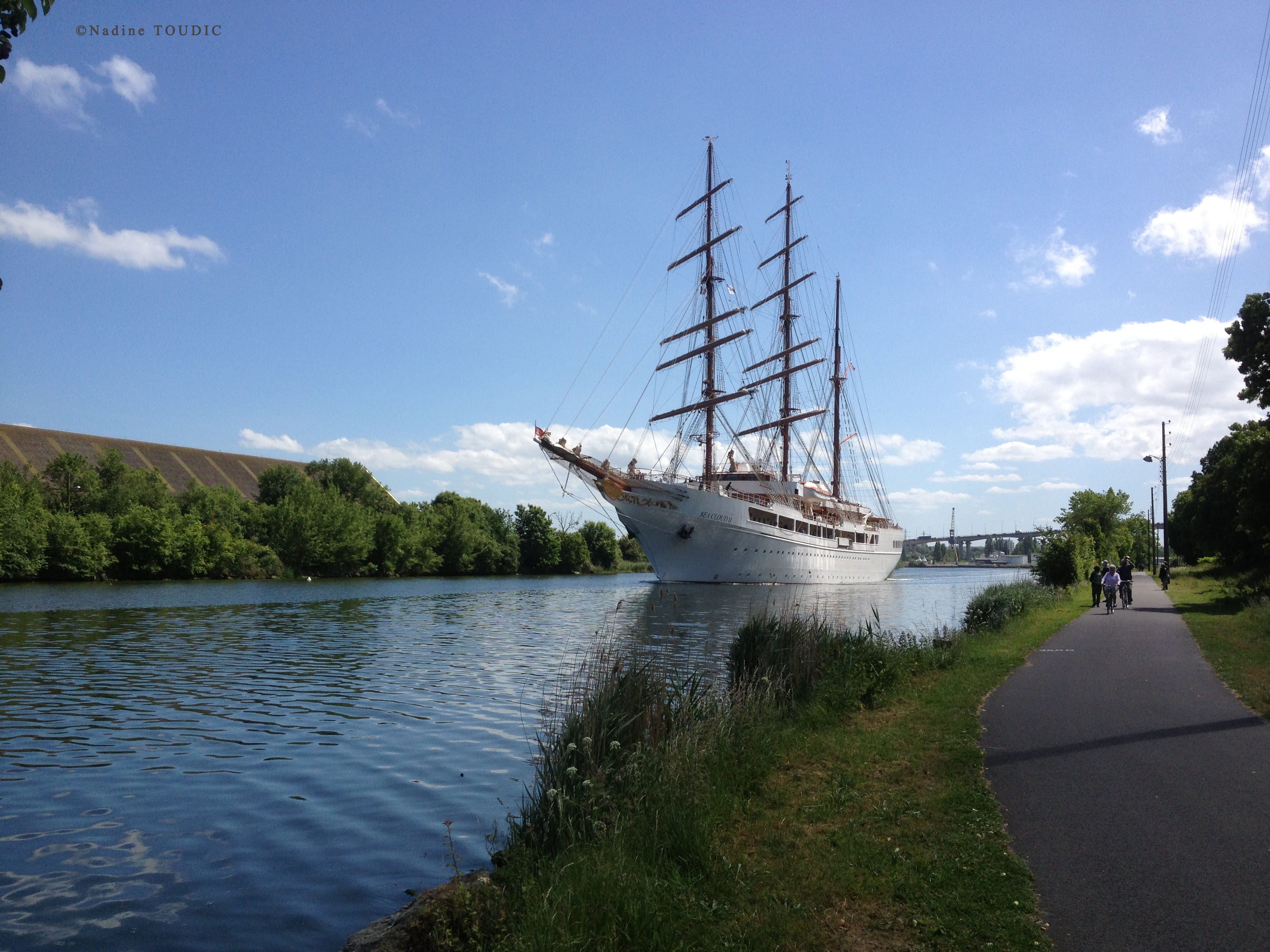
Sea Cloud II, navire de croisière descendant le canal.
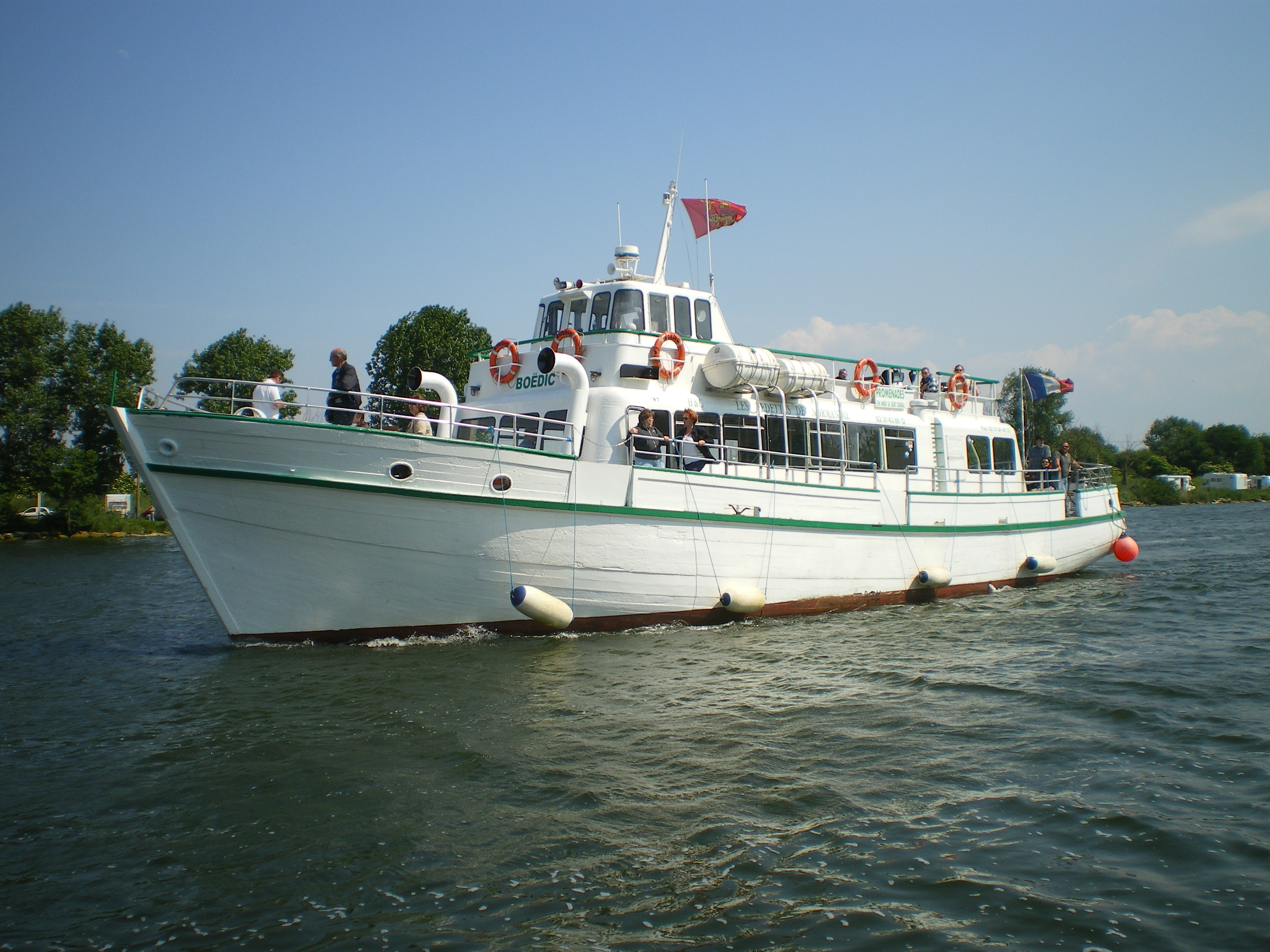
Le Boëdic faisant la navette pour les touristes entre Caen et la mer.
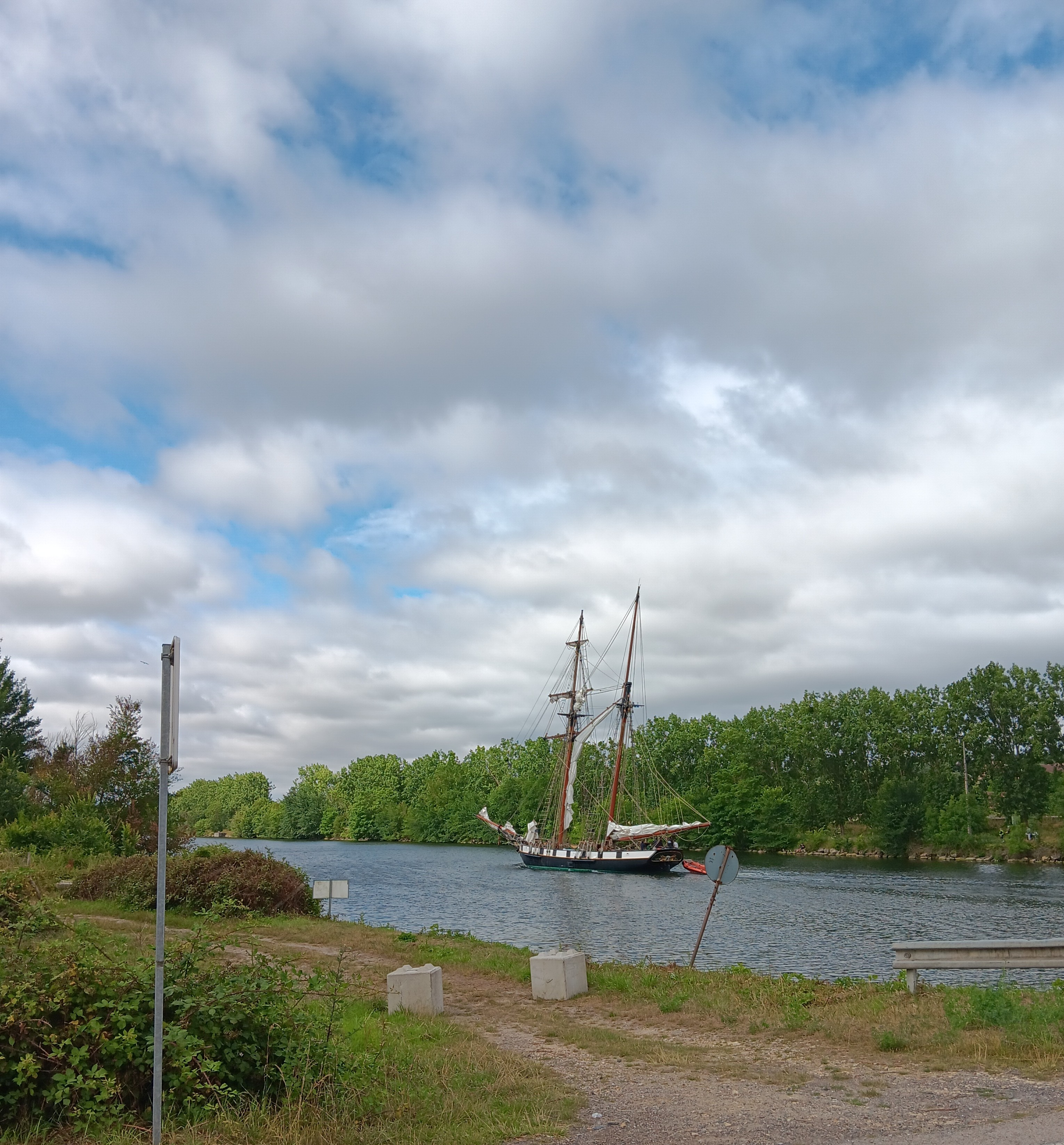
La Recouvrance, remontant le canal (juin 2025)
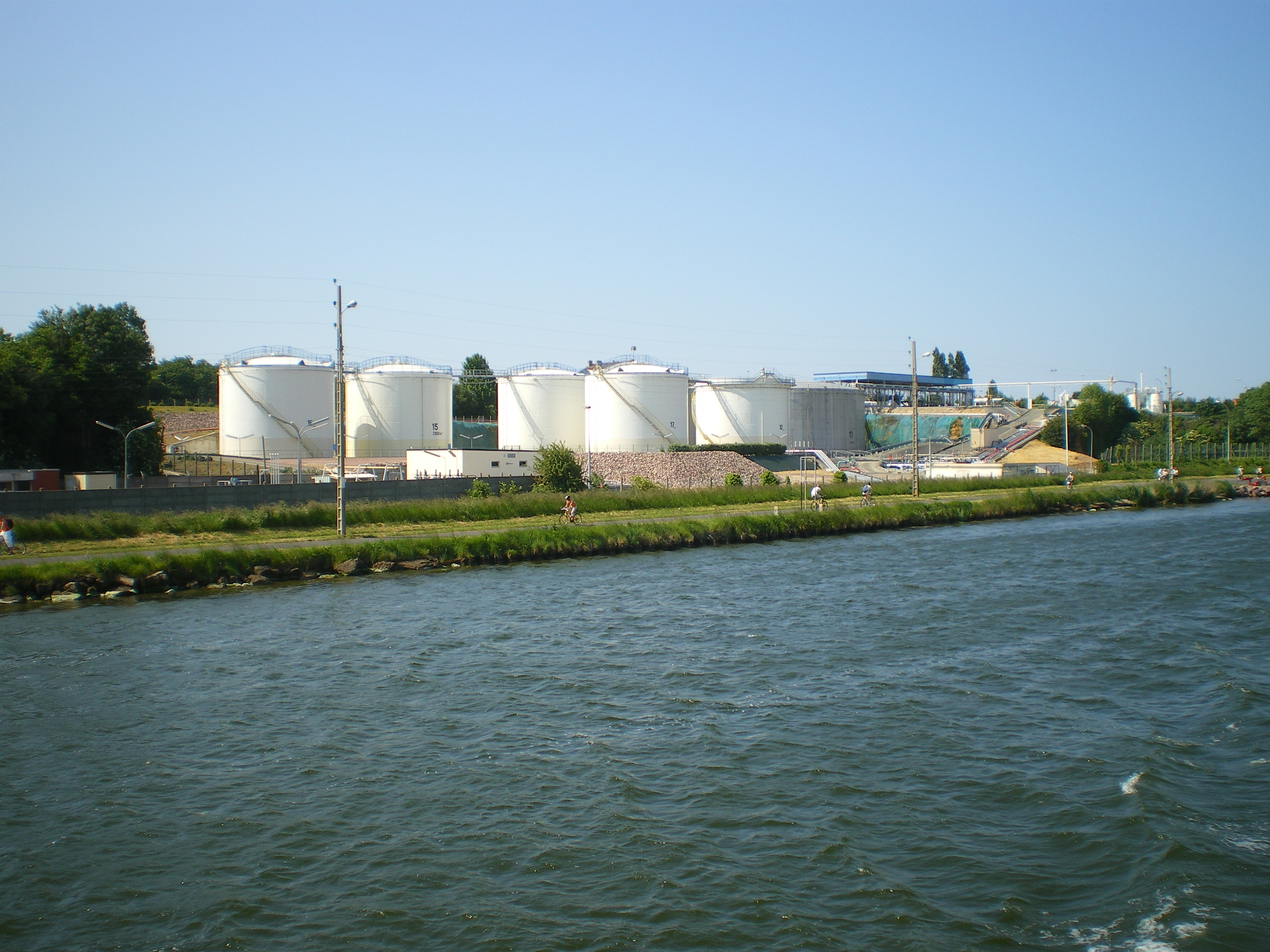
Les cuves de carburants de la ZA du Maresquier sur la rive ouest du canal.
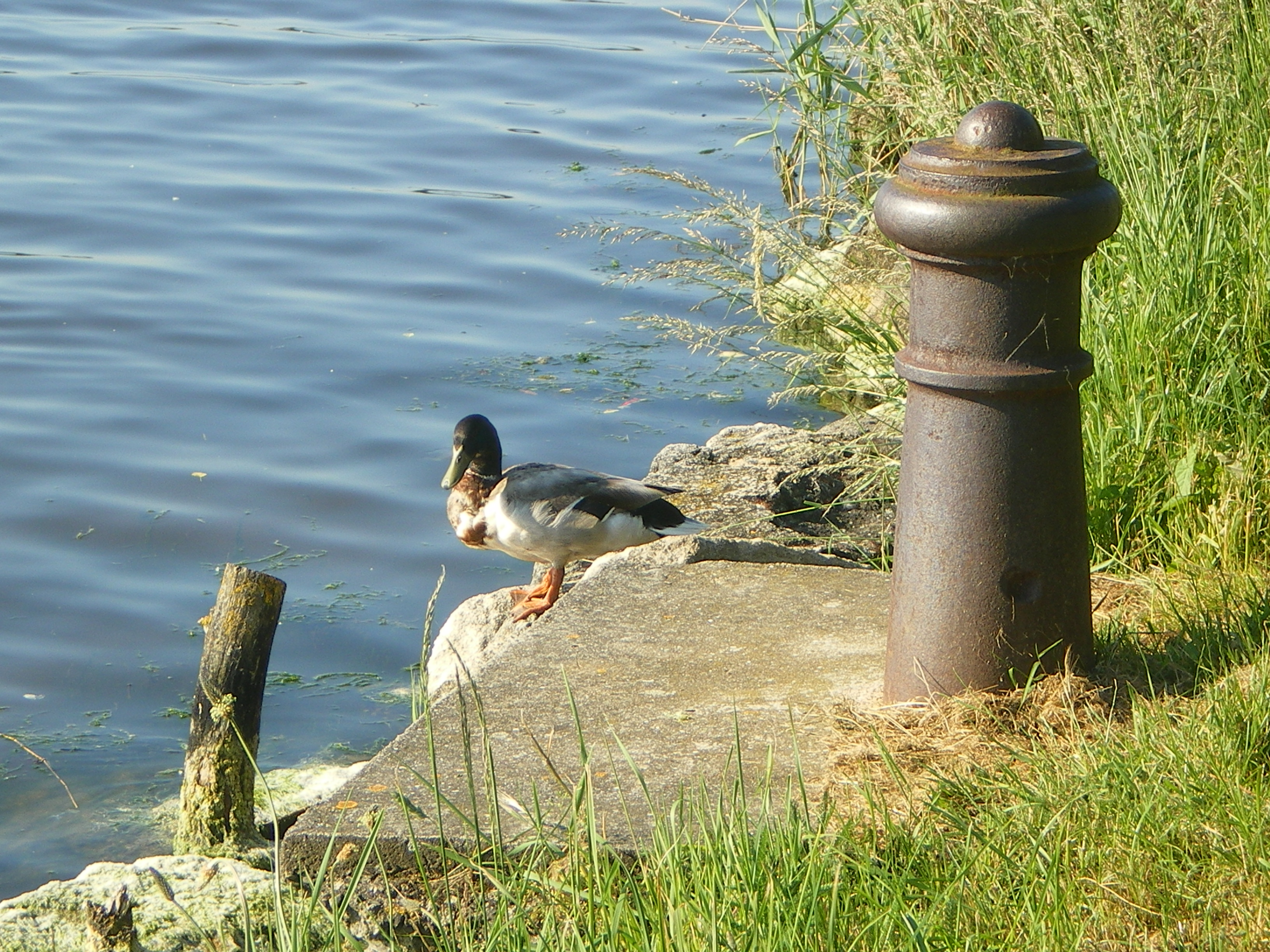
Un canard colvert mâle sur les bords du canal prend un bain de soleil.

## Ponts
Le canal a été ou est enjambé par :
- le pont de la Fonderie (pont tournant),
- le viaduc de Calix,
- le pont de Calix, pont tournant  aujourd'hui disparu,
- le pont de Colombelles (pont tournant),
- le pont de Blainville, pont tournant aujourd'hui disparu,
- le pont de Bénouville, appelé le plus souvent Pegasus Bridge (pont levant),
- les quatre passerelles des écluses de Ouistreham.

## Écluses
Dimensions des écluses de Ouistreham :
- écluse Ouest : 225 m x 28,45 m
- écluse Est : 181 m x 18 m

L’écluse Ouest du port de Ouistreham, à l’embouchure du canal, peut accueillir des navires de plus de 200 mètres de long.

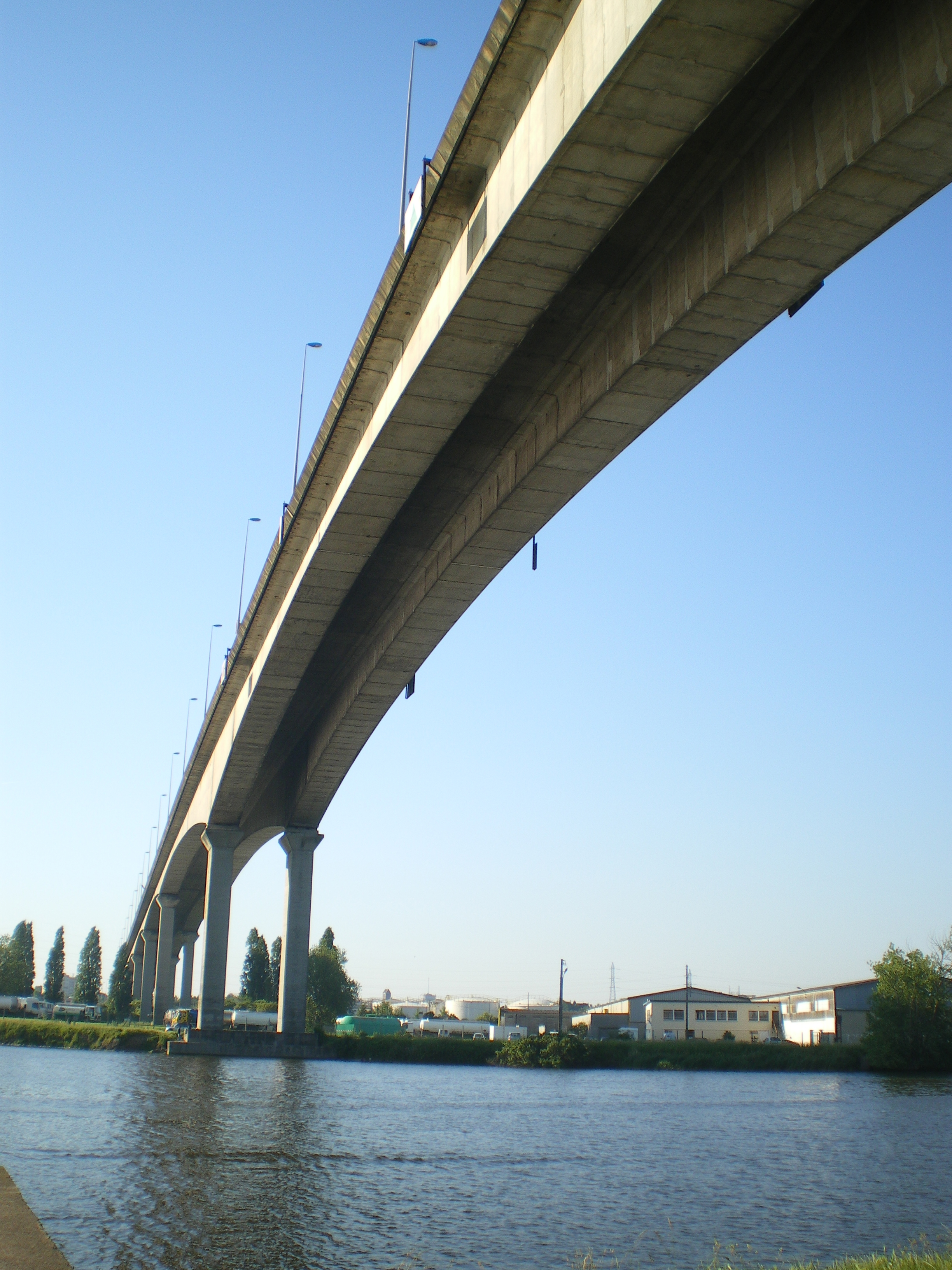
Viaduc de Calix.
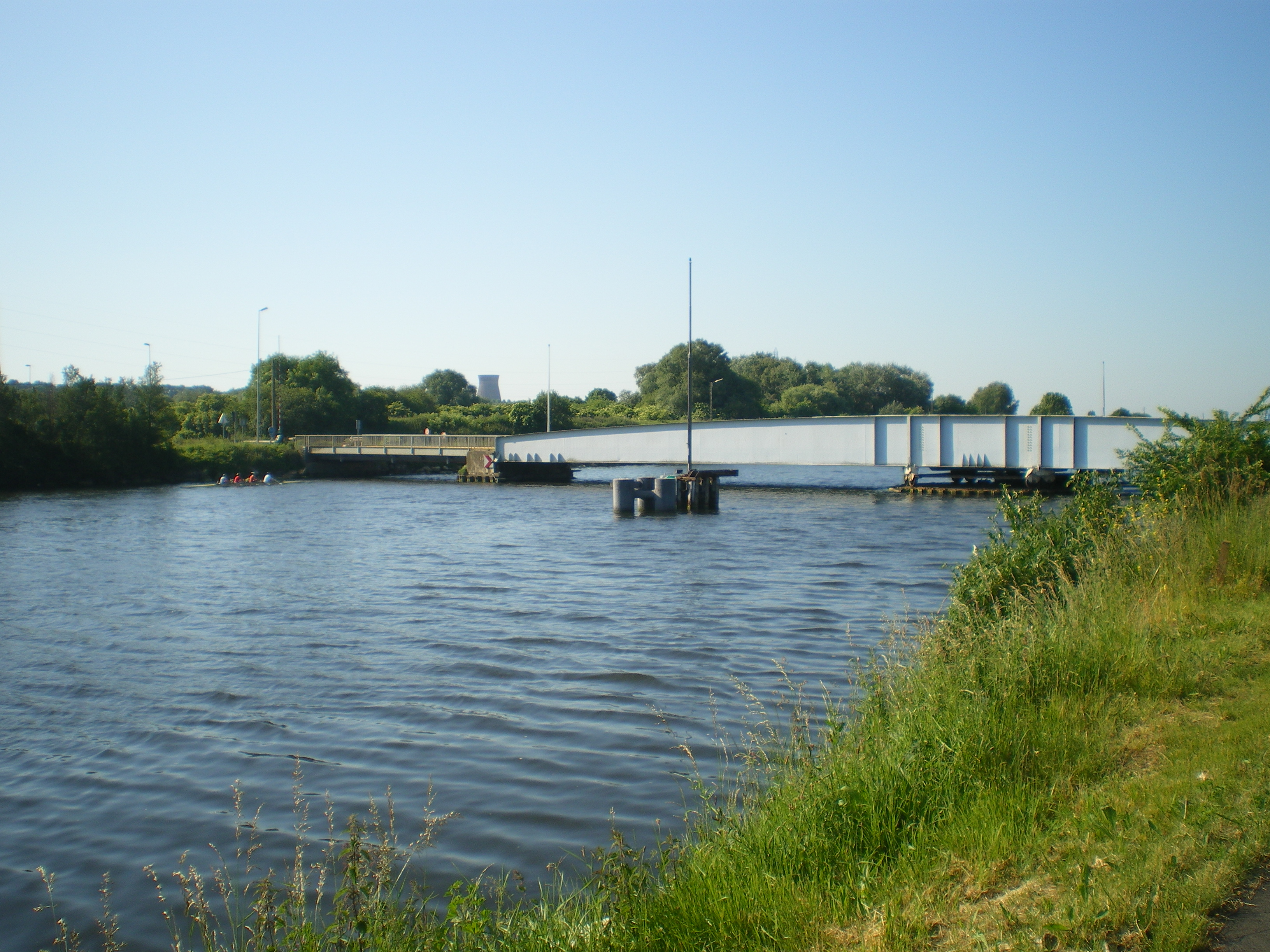
Pont tournant de Colombelles (entre Hérouville-Saint-Clair et Colombelles).
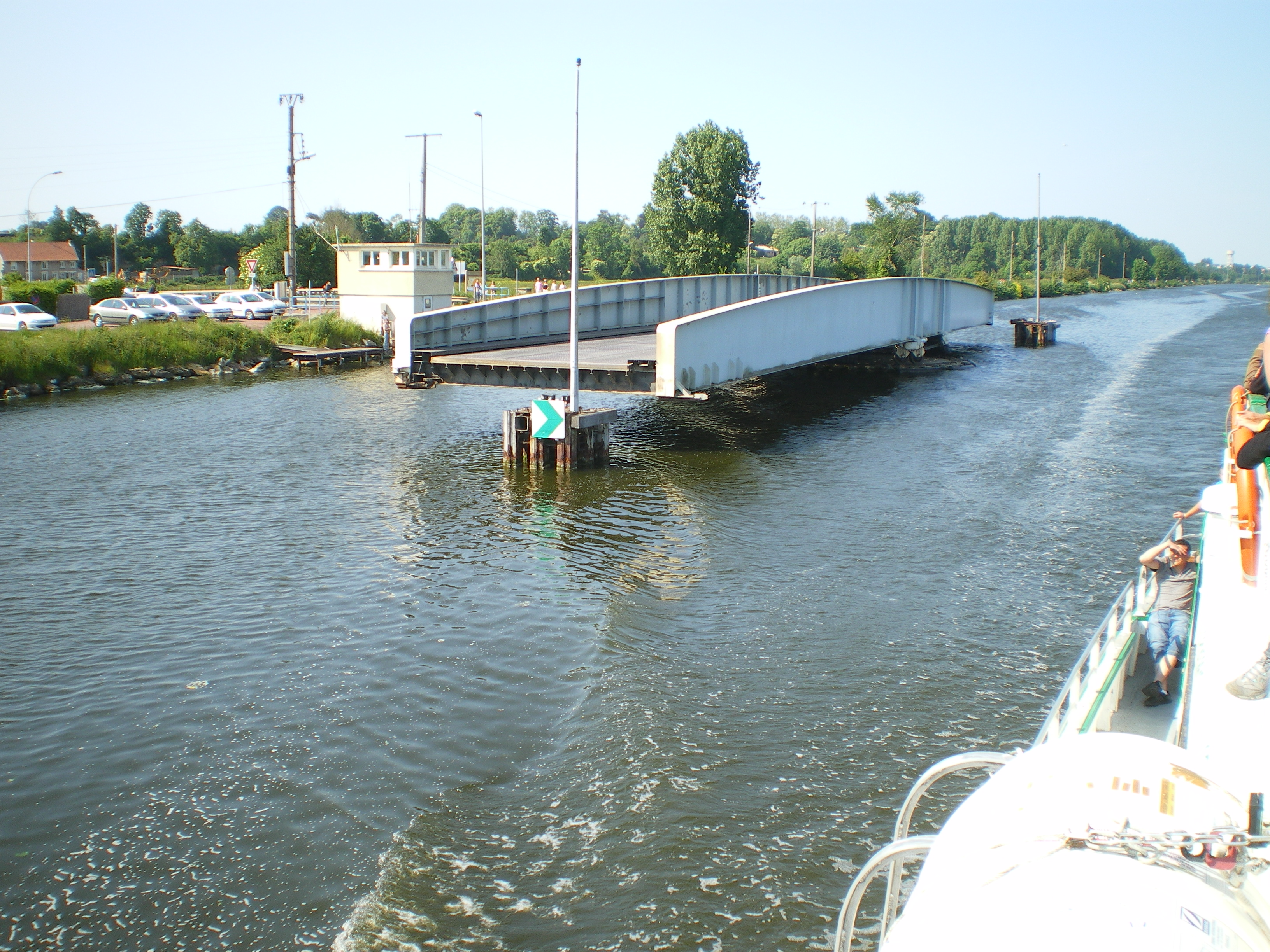
Pont tournant de Colombelles, en position ouverte.
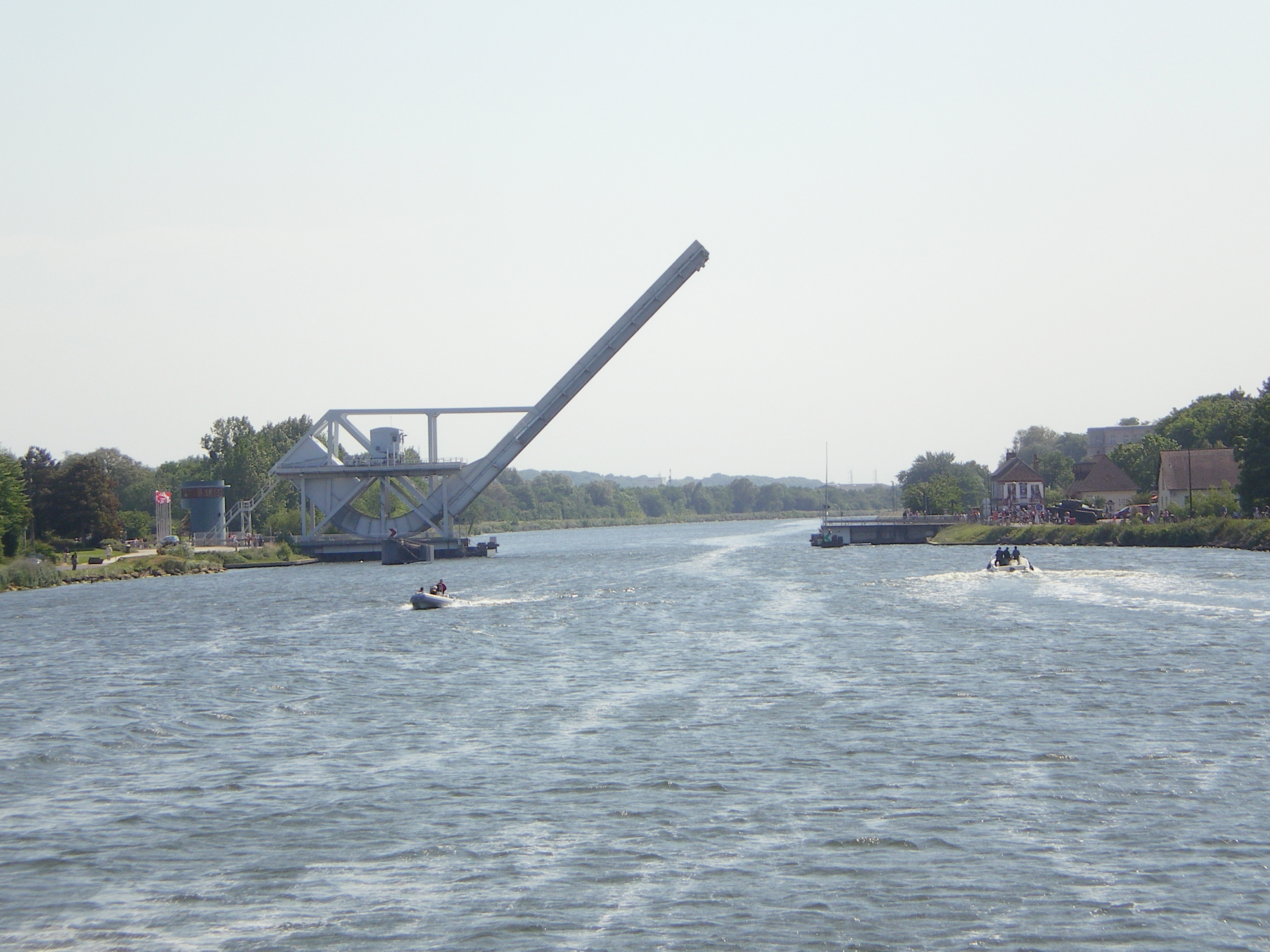
Pegasus Bridge, à Bénouville, s'ouvrant pour laisser passer Le Boëdic.

## Dans la culture
Le canal occupe une place importante dans le film documentaire Dockers de père en fils tourné en 2014 par l'ethnologue Karine Le Petit. 